# Eisschnelllauf-Einzelstreckenweltmeisterschaften 1998

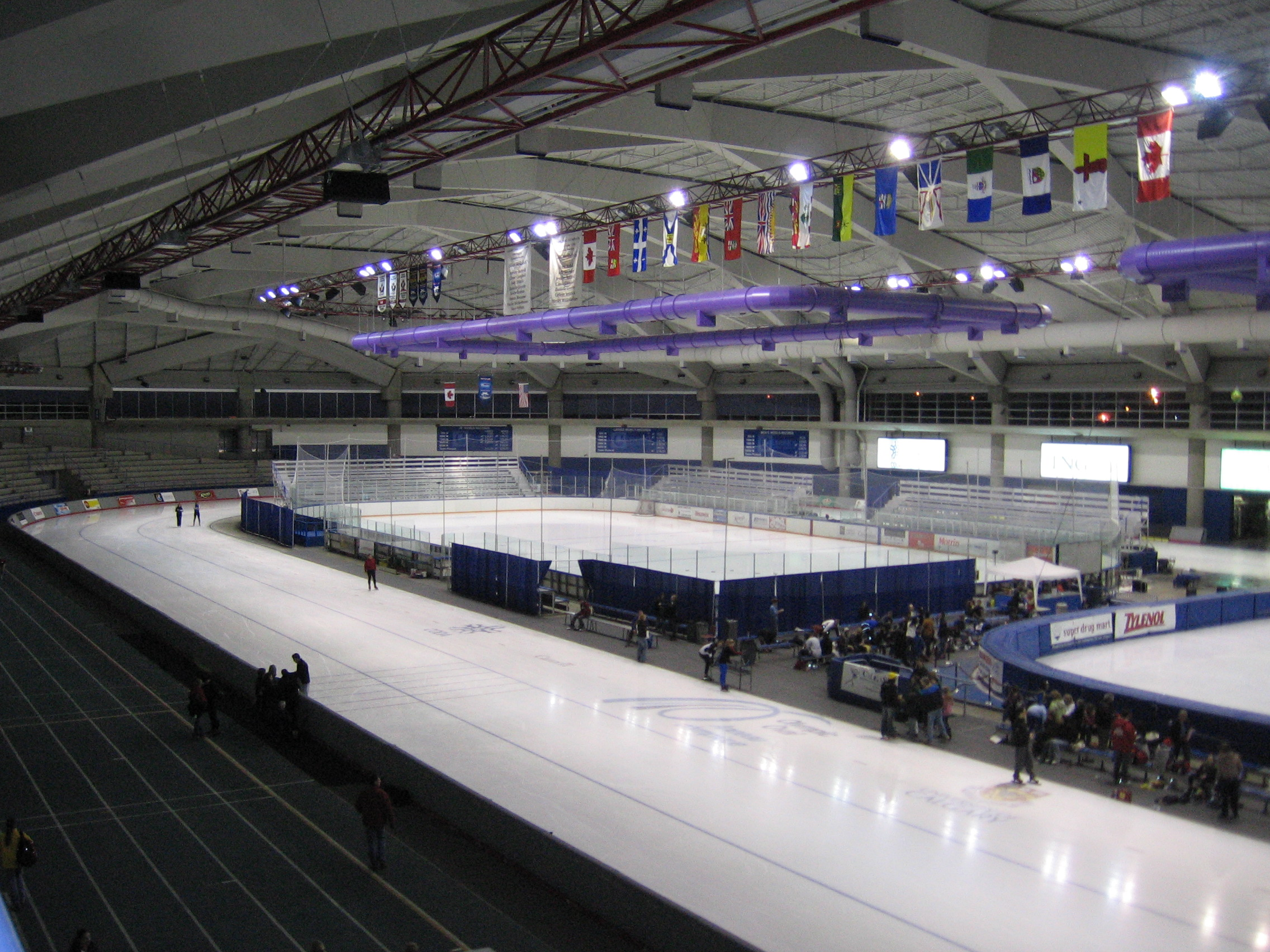
Olympic Oval Calgary

Die 3. Einzelstreckenweltmeisterschaften wurden vom 27. bis 29. März 1998 im kanadischen Calgary im Olympic Oval ausgetragen.

## Teilnehmende Nationen
- 103 Sportler aus 17 Nationen nahmen an der Meisterschaft teil

| Teilnehmende Nationen             | Teilnehmende Nationen                   | Teilnehmende Nationen                 | Teilnehmende Nationen  | Teilnehmende Nationen       |
| --------------------------------- | --------------------------------------- | ------------------------------------- | ---------------------- | --------------------------- |
| Österreich Belgien Belarus Kanada | Finnland Frankreich Deutschland Italien | Japan Kasachstan Niederlande Norwegen | Polen Russland Schweiz | Schweden Vereinigte Staaten |

## Sieger
- Zeigt die drei Medaillenplätze der einzelnen Distanzen

### Frauen
| Distanz       | Gold                     | Silber                   | Bronze            |
| ------------- | ------------------------ | ------------------------ | ----------------- |
| 2 × 500 Meter | Catriona LeMay-Doan      | Swetlana Schurowa        | Tomomi Okazaki    |
| 1.000 Meter   | Chris Witty              | Catriona LeMay-Doan      | Franziska Schenk  |
| 1.500 Meter   | Anni Friesinger          | Gunda Niemann-Stirnemann | Claudia Pechstein |
| 3.000 Meter   | Gunda Niemann-Stirnemann | Claudia Pechstein        | Anni Friesinger   |
| 5.000 Meter   | Gunda Niemann-Stirnemann | Claudia Pechstein        | Carla Zijlstra    |

### Männer
| Distanz       | Gold             | Silber             | Bronze             |
| ------------- | ---------------- | ------------------ | ------------------ |
| 2 × 500 Meter | Hiroyasu Shimizu | Sylvain Bouchard   | Jeremy Wotherspoon |
| 1.000 Meter   | Sylvain Bouchard | Jeremy Wotherspoon | Hiroyasu Shimizu   |
| 1.500 Meter   | Ådne Søndrål     | Ids Postma         | Roberto Sighel     |
| 5.000 Meter   | Gianni Romme     | Rintje Ritsma      | Bart Veldkamp      |
| 10.000 Meter  | Gianni Romme     | Bob de Jong        | Frank Dittrich     |

## Wettbewerbe

### Frauen

#### 2 × 500 Meter
- Die Zeiten beider 500 m Läufe in Sekunden, werden addiert und ergeben die Gesamtpunktzahl

| Platz | Name                | Land               | 1. Lauf 500 Meter | 2. Lauf 500 Meter | Gesamt- punkte |
| ----- | ------------------- | ------------------ | ----------------- | ----------------- | -------------- |
| 1     | Catriona LeMay-Doan | Kanada             | 37,88 (1)         | 37,71 (1)         | 75,59          |
| 2     | Swetlana Schurowa   | Russland           | 38,30 (3)         | 38,35 (3)         | 76,65          |
| 3     | Tomomi Okazaki      | Japan              | 38,27 (2)         | 38,41 (5)         | 76,68          |
| 4     | Susan Auch          | Kanada             | 38,52 (7)         | 38,23 (2)         | 76,75          |
| 5     | Sabine Völker       | Deutschland        | 38,39 (5)         | 38,45 (6)         | 76,84          |
| 6     | Monique Garbrecht   | Deutschland        | 38,50 (6)         | 38,39 (4)         | 76,89          |
| 7     | Franziska Schenk    | Deutschland        | 38,31 (4)         | 38,63 (7)         | 76,94          |
| 8     | Chris Witty         | Vereinigte Staaten | 38,73 (8)         | 38,90 (9)         | 77,63          |
| 9     | Shiho Kusunose      | Japan              | 39,02 (13)        | 38,89 (8)         | 77,91          |
| 10    | Michelle Morton     | Kanada             | 39,01 (12)        | 38,97 (10)        | 77,98          |

#### 1.000 Meter
| Platz | Name                | Land               | Zeit    |
| ----- | ------------------- | ------------------ | ------- |
| 1     | Chris Witty         | Vereinigte Staaten | 1:14,96 |
| 2     | Catriona LeMay-Doan | Kanada             | 1:15,28 |
| 3     | Franziska Schenk    | Deutschland        | 1:15,46 |
| 4     | Monique Garbrecht   | Deutschland        | 1:16,05 |
| 5     | Sabine Völker       | Deutschland        | 1:16,28 |
| 6     | Emese Hunyady       | Österreich         | 1:16,58 |
| 7     | Becky Sundstrom     | Vereinigte Staaten | 1:16,65 |
| 8     | Marianne Timmer     | Niederlande        | 1:16,74 |
| 9     | Shiho Kusunose      | Japan              | 1:17,41 |
| 10    | Susan Auch          | Kanada             | 1:17,53 |

#### 1.500 Meter
| Platz | Name                     | Land               | Zeit    |
| ----- | ------------------------ | ------------------ | ------- |
| 1     | Anni Friesinger          | Deutschland        | 1:56,95 |
| 2     | Gunda Niemann-Stirnemann | Deutschland        | 1:57,20 |
| 3     | Claudia Pechstein        | Deutschland        | 1:57,30 |
| 4     | Emese Hunyady            | Österreich         | 1:57,64 |
| 5     | Chris Witty              | Vereinigte Staaten | 1:57,68 |
| 6     | Jennifer Rodriguez       | Vereinigte Staaten | 1:57,82 |
| 7     | Becky Sundstrom          | Vereinigte Staaten | 1:58,69 |
| 8     | Annamarie Thomas         | Niederlande        | 1:59,02 |
| 9     | Anette Tønsberg          | Norwegen           | 2:00,10 |
| 10    | Noriko Munekata          | Japan              | 2:00,65 |

#### 3.000 Meter
| Platz | Name                     | Land               | Zeit    |
| ----- | ------------------------ | ------------------ | ------- |
| 1     | Gunda Niemann-Stirnemann | Deutschland        | 4:01,67 |
| 2     | Claudia Pechstein        | Deutschland        | 4:04,78 |
| 3     | Anni Friesinger          | Deutschland        | 4:05,86 |
| 4     | Lyudmila Prokasheva      | Kasachstan         | 4:06,34 |
| 5     | Jennifer Rodriguez       | Vereinigte Staaten | 4:09,18 |
| 6     | Carla Zijlstra           | Niederlande        | 4:10,63 |
| 7     | Tonny de Jong            | Niederlande        | 4:10,77 |
| 8     | Noriko Munekata          | Japan              | 4:11,67 |
| 9     | Catherine Raney          | Vereinigte Staaten | 4:11,83 |
| 10    | Anette Tønsberg          | Norwegen           | 4:12,92 |

#### 5.000 Meter
| Platz | Name                     | Land        | Zeit    |
| ----- | ------------------------ | ----------- | ------- |
| 1     | Gunda Niemann-Stirnemann | Deutschland | 6:58,63 |
| 2     | Claudia Pechstein        | Deutschland | 7:02,95 |
| 3     | Carla Zijlstra           | Niederlande | 7:08,94 |
| 4     | Lyudmila Prokasheva      | Kasachstan  | 7:10,39 |
| 5     | Tonny de Jong            | Niederlande | 7:15,47 |
| 6     | Elena Belci-Dal Farra    | Italien     | 7:16,43 |
| 7     | Mie Uehara               | Japan       | 7:26,12 |
| 8     | Chiharu Nozaki           | Japan       | 7:27,85 |
| 9     | Barbara de Loor          | Niederlande | 7:33,33 |
| 10    | Nami Nemoto              | Japan       | 7:43,19 |

### Männer

#### 2 × 500 Meter
- Die Zeiten beider 500 m Läufe in Sekunden, werden addiert und ergeben die Gesamtpunktzahl

| Platz | Name               | Land               | 1. Lauf 500 Meter | 2. Lauf 500 Meter | Gesamt- punkte |
| ----- | ------------------ | ------------------ | ----------------- | ----------------- | -------------- |
| 1     | Hiroyasu Shimizu   | Japan              | 35,36 (1)         | 34,82 (1)         | 70,18          |
| 2     | Sylvain Bouchard   | Kanada             | 35,47 (2)         | 35,21 (3)         | 70,68          |
| 3     | Jeremy Wotherspoon | Kanada             | 35,60 (3)         | 35,28 (4)         | 70,88          |
| 4     | Casey Fitzrandolph | Vereinigte Staaten | 35,66 (4)         | 35,42 (5)         | 71,08          |
| 5     | Jan Bos            | Niederlande        | 35,66 (4)         | 35,50 (6)         | 71,16          |
| 6     | Mike Ireland       | Kanada             | 36,43 (19)        | 35,05 (2)         | 71,48          |
| 7     | Grunde Njøs        | Norwegen           | 35,78 (6)         | 35,72 (8)         | 71,50          |
| 8     | Junichi Inoue      | Japan              | 35,95 (9)         | 35,63 (7)         | 71,58          |
| 9     | Paweł Abratkiewicz | Polen              | 35,89 (8)         | 35,89 (9)         | 71,78          |
| 10    | Janne Hänninen     | Finnland           | 35,87 (7)         | 35,95 (10)        | 71,82          |
|       |                    |                    |                   |                   |                |
| 17    | Michael Künzel     | Deutschland        | 36,23 (15)        | 36,57 (18)        | 72,80          |

#### 1.000 Meter
| Platz | Name                | Land               | Zeit    |
| ----- | ------------------- | ------------------ | ------- |
| 1     | Sylvain Bouchard    | Kanada             | 1:09,60 |
| 2     | Jeremy Wotherspoon  | Kanada             | 1:09,67 |
| 3     | Hiroyasu Shimizu    | Japan              | 1:09,83 |
| 4     | Jan Bos             | Niederlande        | 1:09,88 |
| 5     | Ådne Søndrål        | Norwegen           | 1:09,98 |
| 6     | Jakko Jan Leeuwangh | Niederlande        | 1:10,03 |
| 7     | Christian Breuer    | Deutschland        | 1:10,55 |
| 8     | Casey Fitzrandolph  | Vereinigte Staaten | 1:10,57 |
| 9     | KC Boutiette        | Vereinigte Staaten | 1:10,80 |
| 10    | Janne Hänninen      | Finnland           | 1:10,82 |
|       |                     |                    |         |
| 17    | Michael Spielmann   | Deutschland        | 1:11,46 |
| 22    | Roland Brunner      | Österreich         | 1:12,34 |

#### 1.500 Meter
| Platz | Name              | Land               | Zeit    |
| ----- | ----------------- | ------------------ | ------- |
| 1     | Ådne Søndrål      | Norwegen           | 1:46,43 |
| 2     | Ids Postma        | Niederlande        | 1:47,08 |
| 3     | Roberto Sighel    | Italien            | 1:47,47 |
| 4     | Rintje Ritsma     | Niederlande        | 1:47,57 |
| 5     | Christian Breuer  | Deutschland        | 1:48,15 |
| 6     | Jason Parker      | Kanada             | 1:48,46 |
| 7     | Jeroen Straathof  | Niederlande        | 1:48,49 |
| 8     | Hiroyuki Noake    | Japan              | 1:48,53 |
| 9     | KC Boutiette      | Vereinigte Staaten | 1:48,55 |
| 10    | Steven Elm        | Kanada             | 1:48,70 |
|       |                   |                    |         |
| 12    | Peter Adeberg     | Deutschland        | 1:48,81 |
| 19    | Michael Spielmann | Deutschland        | 1:49,67 |

#### 5.000 Meter
| Platz | Name                 | Land        | Zeit    |
| ----- | -------------------- | ----------- | ------- |
| 1     | Gianni Romme         | Niederlande | 6:21,49 |
| 2     | Rintje Ritsma        | Niederlande | 6:25,55 |
| 3     | Bart Veldkamp        | Belgien     | 6:27,58 |
| 4     | Remi Andre Hereide   | Norwegen    | 6:28,87 |
| 5     | Bob de Jong          | Niederlande | 6:29,59 |
| 6     | Frank Dittrich       | Deutschland | 6:30,08 |
| 7     | Roberto Sighel       | Italien     | 6:30,23 |
| 8     | Steven Elm           | Kanada      | 6:32,77 |
| 9     | Keiji Shirahata      | Japan       | 6:33,60 |
| 10    | Brigt Rykkje         | Norwegen    | 6:33,93 |
|       |                      |             |         |
| 12    | Uwe Tonat            | Deutschland | 6:36,09 |
| 13    | Alexander Baumgärtel | Deutschland | 6:36,93 |

#### 10.000 Meter
| Platz | Name                | Land        | Zeit     |
| ----- | ------------------- | ----------- | -------- |
| 1     | Gianni Romme        | Niederlande | 13:08,71 |
| 2     | Bob de Jong         | Niederlande | 13:22,64 |
| 3     | Frank Dittrich      | Deutschland | 13:30,33 |
| 4     | Remi Andre Hereide  | Norwegen    | 13:31,14 |
| 5     | Bart Veldkamp       | Belgien     | 13:32,52 |
| 6     | Roberto Sighel      | Italien     | 13:36,92 |
| 7     | Martin Feigenwinter | Schweiz     | 13:38,04 |
| 8     | Steven Elm          | Kanada      | 13:42,70 |
| 9     | Takahiro Nozaki     | Japan       | 13:43,24 |
| 10    | Kjell Storelid      | Norwegen    | 13:54,29 |
|       |                     |             |          |
| 12    | Uwe Tonat           | Deutschland | 14:05,46 |

## Gesamt
Die Medaillen im Teamwettbewerb fließen als einzelne Medaille in die Nationenwertung und in die Rangliste als eine Medaille je Starter ein
- Platz: Gibt die Reihenfolge der Athleten wieder. Diese wird durch die Anzahl der Goldmedaillen bestimmt. Bei gleicher Anzahl werden die Silbermedaillen verglichen, danach die Bronzemedaillen
- Name: Nennt den Namen des Athleten
- Land: Nennt das Land, für das der Athlet startete
- Gold: Nennt die Anzahl der gewonnenen Goldmedaillen
- Silber: Nennt die Anzahl der gewonnenen Silbermedaillen
- Bronze: Nennt die Anzahl der gewonnenen Bronzemedaillen
- Gesamt: Nennt die Anzahl aller gewonnenen Medaillen

### Top Ten
- Die Top Ten zeigt die Zehn erfolgreichsten Sportler (Frauen/Männer)

| Platz | Name                     | Land               | Gold | Silber | Bronze | Gesamt |
| ----- | ------------------------ | ------------------ | ---- | ------ | ------ | ------ |
| 1.    | Gunda Niemann-Stirnemann | Deutschland        | 2    | 1      | 0      | 3      |
| 2.    | Gianni Romme             | Niederlande        | 2    | 0      | 0      | 2      |
| 3.    | Catriona LeMay-Doan      | Kanada             | 1    | 1      | 0      | 2      |
| 4.    | Sylvain Bouchard         | Kanada             | 1    | 1      | 0      | 2      |
| 5.    | Anni Friesinger          | Deutschland        | 1    | 0      | 1      | 2      |
| 6.    | Hiroyasu Shimizu         | Japan              | 1    | 0      | 1      | 2      |
| 7.    | Ådne Søndrål             | Norwegen           | 1    | 0      | 0      | 1      |
| 8.    | Chris Witty              | Vereinigte Staaten | 1    | 0      | 0      | 1      |
| 9.    | Claudia Pechstein        | Deutschland        | 0    | 2      | 1      | 3      |
| 10.   | Jeremy Wotherspoon       | Kanada             | 0    | 1      | 1      | 2      |

### Nationenwertung
- Die Nationenwertung zeigt die erfolgreichsten Nationen (Frauen/Männer)

| Platz | Land               | Gold | Silber | Bronze | Gesamt |
| ----- | ------------------ | ---- | ------ | ------ | ------ |
| 1.    | Deutschland        | 3    | 3      | 4      | 10     |
| 2.    | Kanada             | 2    | 3      | 1      | 6      |
| 2.    | Niederlande        | 2    | 3      | 1      | 6      |
| 4.    | Japan              | 1    | 0      | 2      | 3      |
| 5.    | Norwegen           | 1    | 0      | 0      | 1      |
| 5.    | Vereinigte Staaten | 1    | 0      | 0      | 1      |
| 7.    | Russland           | 0    | 1      | 0      | 1      |
| 8.    | Belgien            | 0    | 0      | 1      | 1      |
| 8.    | Italien            | 0    | 0      | 1      | 1      |

### Frauen

#### Rangliste
- Die Rangliste zeigt die erfolgreichsten Sportlerinnen der Einzelstrecken-WM

| Platz | Name                     | Land               | Gold | Silber | Bronze | Gesamt |
| ----- | ------------------------ | ------------------ | ---- | ------ | ------ | ------ |
| 1.    | Gunda Niemann-Stirnemann | Deutschland        | 2    | 1      | 0      | 3      |
| 2.    | Catriona LeMay-Doan      | Kanada             | 1    | 1      | 0      | 2      |
| 3.    | Anni Friesinger          | Deutschland        | 1    | 0      | 1      | 2      |
| 4.    | Chris Witty              | Vereinigte Staaten | 1    | 0      | 0      | 1      |
| 5.    | Claudia Pechstein        | Deutschland        | 0    | 2      | 1      | 3      |
| 6.    | Swetlana Schurowa        | Russland           | 0    | 1      | 0      | 1      |
| 7.    | Franziska Schenk         | Deutschland        | 0    | 0      | 1      | 1      |
| 7.    | Tomomi Okazaki           | Japan              | 0    | 0      | 1      | 1      |
| 7.    | Carla Zijlstra           | Niederlande        | 0    | 0      | 1      | 1      |

#### Nationenwertung
- Die Nationenwertung zeigt die erfolgreichste Nationen (Frauen)

| Platz | Land               | Gold | Silber | Bronze | Gesamt |
| ----- | ------------------ | ---- | ------ | ------ | ------ |
| 1.    | Deutschland        | 3    | 3      | 3      | 9      |
| 2.    | Kanada             | 1    | 1      | 0      | 2      |
| 3.    | Vereinigte Staaten | 1    | 0      | 0      | 1      |
| 4.    | Russland           | 0    | 1      | 0      | 1      |
| 5.    | Japan              | 0    | 0      | 1      | 1      |
| 5.    | Niederlande        | 0    | 0      | 1      | 1      |

### Männer

#### Rangliste
- Die Rangliste zeigt die erfolgreichsten Sportler der Einzelstrecken-WM

| Platz | Name               | Land        | Gold | Silber | Bronze | Gesamt |
| ----- | ------------------ | ----------- | ---- | ------ | ------ | ------ |
| 1.    | Gianni Romme       | Niederlande | 2    | 0      | 0      | 2      |
| 2.    | Sylvain Bouchard   | Kanada      | 1    | 1      | 0      | 2      |
| 3.    | Hiroyasu Shimizu   | Japan       | 1    | 0      | 1      | 2      |
| 4.    | Ådne Søndrål       | Norwegen    | 1    | 0      | 0      | 1      |
| 5.    | Jeremy Wotherspoon | Kanada      | 0    | 1      | 1      | 2      |
| 6.    | Bob de Jong        | Niederlande | 0    | 1      | 0      | 1      |
| 6.    | Ids Postma         | Niederlande | 0    | 1      | 0      | 1      |
| 6.    | Rintje Ritsma      | Niederlande | 0    | 1      | 0      | 1      |
| 9.    | Bart Veldkamp      | Belgien     | 0    | 0      | 1      | 1      |
| 9.    | Frank Dittrich     | Deutschland | 0    | 0      | 1      | 1      |
| 9.    | Roberto Sighel     | Italien     | 0    | 0      | 1      | 1      |

#### Nationenwertung
- Die Nationenwertung zeigt die erfolgreichste Nationen (Männer)

| Platz | Land        | Gold | Silber | Bronze | Gesamt |
| ----- | ----------- | ---- | ------ | ------ | ------ |
| 1.    | Niederlande | 2    | 3      | 0      | 5      |
| 2.    | Kanada      | 1    | 2      | 1      | 4      |
| 3.    | Japan       | 1    | 0      | 1      | 2      |
| 4.    | Norwegen    | 1    | 0      | 0      | 1      |
| 5.    | Belgien     | 0    | 0      | 1      | 1      |
| 5.    | Deutschland | 0    | 0      | 1      | 1      |
| 5.    | Italien     | 0    | 0      | 1      | 1      |